# Џеферсон Вали-Јорктаун (Њујорк)
Џеферсон Вали-Јорктаун (енгл. Jefferson Valley-Yorktown) насељено је место без административног статуса у америчкој савезној држави Њујорк.

## Демографија
По попису из 2010. године број становника је 14.142, што је 749 (-5,0%) становника мање него 2000. године.
| Група             | 2000.          | 2010.          |
| Белци             | 13.265 (89,1%) | 11.862 (83,9%) |
| Афроамериканци    | 347 (2,3%)     | 365 (2,6%)     |
| Азијати           | 480 (3,2%)     | 608 (4,3%)     |
| Хиспаноамериканци | 699 (4,7%)     | 1.165 (8,2%)   |
| Укупно            | 14.891         | 14.142         |